# أشنان إكليل الجبل
أشنان إكليل الجبل أو حمض أو شنان أو شنانة  (اسم علمي: Seidlitzia rosmarinus) هو نوع من نباتات الصحراء دائمة الخضرة من نوع الشعاب المالحة وهي تستوطن طبيعيا في منخفض وادي الأردن على طول البحر الميت، في فلسطين والأردن، وفي الصحراء السورية، وسط العراق (بالقرب من النجف) وفي المناطق الساحلية للمملكة العربية السعودية، وجزر البحرين، قطر، وإيران. تعرف هذه النباتات في اللغة العربية اختصارا بأشنان. غالبًا ما يستخدم البدو هذه النباتات للتنظيف كبديل للصابون. في الأدب العربي في القرون الوسطى، كانت تُعرف أيضًا باسم الأشنان الخضراء وبوتاس الغاسلين., كانت تستخدم منذ زمن سحيق لإنتاج صابون قلوي وكمجبول في تركيب الترياقات لاستخدامها في علاج لسعات العقارب، وكذلك لاستخراج البوتاسيوم للاستخدامات الطبية الأخرى.

## مكان النمو
تنمو عمومًا في المناطق المالحة، وأحيانًا توجد على طول أودية الأنهار، وتتراكم لاحقًا كميات من صوديوم وكلوريد، ويزدهر النبات في المناطق الغرينية الوحلة

## استخدامه في الطب القديم
استخدم قديمًا في صناعة البوتاس، لهذا أخذ تسميته، وصفه الطبيب محمد بن أحمد التميمي في القرن العاشر الميلادي بأنه صُدر إلى فلسطين ومصر من الجولان النهرية بالقرب من عمان بشرق الأردن، استخدم في تصنيع الصابون القلوي، وفقًا للتميمي، تم تجميع النباتات في حالتها الخضراء الطازجة في حزم كبيرة، تم نقلها إلى أفران مصنوعة من أرضيات مجصّمة ونبائط حجرية، حيث تم إلقاؤها بالداخل، حيث تم وضع الأخشاب الكبيرة أسفلها، مما تسبب في الإذابة وإنتاج مادة قلوية بالتنقيط. سيتم جمع السائل وتصبح في نهاية المطاف صلبة عندما تبرد، شكلها النهائي يشبه حجر صلب أسود اللون.
ويضيف التميمي أن أحد العناصر الكيميائية التي كان يحرقها الأوراق الخضراء النضرة لسيدليتزيا هو القلوي، إلى جانب كونه عامل تطهير طبيعي، يمكن تحويل «رماد النبات» (البوتاس) إلى بوتاسيوم عندما يتم وضعه في وعاء، وإضافة الماء إليه، وتسخينه حتى يتبقى واحد بمحلول متبخر. عندما تم خلط هذا المحلول مع الأرض الصفراء الخشنة.

## وصلات خارجية
- Seidlitzia rosmarinus
- Diversification of the Old World Salsoleae s.l. (Chenopodiaceae): Molecular Phylogenetic Analysis of Nuclear and Chloroplast Data Sets and a Revised Classification
- Seidlitzia rosmarinus (photographs)
- وصف الحرض (بالفارسية)